# Sebastián Gomila
Sebastián Gomila (Barcelona, 1861-Barcelona, 1934) fue un escritor y periodista español.

## Biografía
Nació en 1861 en Barcelona, el día 21 de diciembre. Novelista y autor dramático, fue redactor durante años de El Nacional de Madrid. Fue premiado por El Liberal en su concurso de «Crónicas» en 1903. Colaboró con textos en este último periódico, entre otros diarios. Falleció el 16 de mayo de 1934 en Barcelona.
Entre sus escritos se encontraron La religión y el cadalso (1883), Dos pecadoras (1885), Sor Luz, La fe de las madres (1886), Carn y ossos (1889), Qué (1890) y Mis mujeres (1891). Entre sus obras de teatro se encontraron Castich de Deu (estrenada en el teatro Romea en 1879), Los santones de levita (estrenada en el teatro Novedades en 1889) y Más allá de lo digno (estrenada en el teatro Novedades en 1890).